# 1201 North Market Street
El 1201 North Market Street es un rascacielos de 110 metros de altura y 23 pisos en la ciudad de Wilmington, en el estado estadounidense de  Delaware. Es el edificio más alto de Wilmington y del estado de Delaware. La torre fue diseñada por el estudio de arquitectura de Skidmore, Owings & Merrill y se inauguró en 1988. En días despejados, el horizonte de Filadelfia, 30 millas al norte, se puede ver desde los pisos superiores.